# غوستافو كيسادا
غوستافو كيسادا (بالإسبانية: Gustavo Quezada)‏ هو لاعب كرة قدم إسباني في مركز الوسط، ولد في 6 أبريل 1997 في غواياكيل في الإكوادور. لعب مع نادي خيتافي.

## وصلات خارجية
- غوستافو كيسادا على موقع قاعدة بيانات كرة القدم.إي يو (الإنجليزية)
- غوستافو كيسادا على موقع Soccerway.com (الإنجليزية)